# Lapis lazuli (ブランド)
Lapis lazuli（ラピスラズリ）は、アダルトゲームメーカーである株式会社ビジュアルアーツ(Visual Art's)に所属するゲームブランドの一つである。

## 作品一覧
- Areas〜空に映すキミとのセカイ〜
- Areas 恋する乙女の3H
- 十六夜のフォルトゥーナ